# 流田PPP
『流田PPP』（ながれだピーピーピー）は、流田Projectの3枚目のカバーアルバム。2012年8月8日にジェネオン・ユニバーサルから発売された。

## 概要
前作『流田PP』から約1年ぶりの作品。今作では、初めて男性ボーカル曲のカバーを行っている。

## 収録曲
1. Light My Fire
KOTOKOが2011年に発表した楽曲。
2. oath sign
LiSAが2011年に発表した楽曲。
3. 空想メソロギヰ
妖精帝國が2011年に発表した楽曲。
4. もってけ!セーラーふく
アニメ『らき☆すた』のオープニングテーマであり、2007年に発表された楽曲。
5. 純潔パラドックス
水樹奈々が2011年に発表した楽曲。
6. Borderland
川田まみが2012年に発表した楽曲。
7. Hacking to the Gate
いとうかなこが2011年に発表した楽曲。
8. departure 
オリジナル曲。
9. ハレ晴レユカイ
アニメ『涼宮ハルヒの憂鬱』のエンディングテーマであり、2006年に発表された楽曲。
10. cry out 
彩音への提供曲のセルフカバー。
11. Butter-Fly
和田光司が1999年に発表した楽曲。
12. secret base 〜君がくれたもの〜
アニメ『あの日見た花の名前を僕達はまだ知らない。』のエンディングテーマであり、2001年に発表されたZONEの楽曲のカバー曲。